# Dindo Yogo
Dindo Yogo (de son vrai nom Théodore Djangi Dindo Yogo) est un musicien congolais, né le 30 décembre 1955 à Kinshasa (Congo belge, aujourd'hui République démocratique du Congo) et mort le 23 août 2000 dans la même ville. Son fils, Lola Mwana pour qui il a dédié un de ses plus grands succès du titre éponyme, est aussi chanteur avec le même timbre que lui.

## Biographie
Dindo Yogo est né à Lokutu (Equateur). Il a passé son enfance et son adolescence à Kinshasa. Il a été membre du groupe de l'Orchestre Les Macchi. Il a ensuite fondé son propre groupe Etumba Na Ngwaka ; il compose alors sa chanson célèbre «Lola Muana». En 1978, il fait partie de Viva La Musica de Papa Wemba, puis rejoint Langa Langa Stars en 1981. En 1984 il a collaboré avec le groupe Zaiko Langa Langa.
Il était appelé "la Voix cassée".

## Clips

### DVD
- Hommage à Dindo Yogo (Place aux vedettes 2) - DVD (2010)

### VHS
- Les Variétés Zaïroises Vol.2 (VHS) (Flash Diffusion Business 1992)
- Les Hits Zaïroises (1991, Éditions Mayala & Vidéo Plus Productions & Anytha Ngapy Productions)

## Anciens musiciens et danseuses du Ngwaka Ayé (1991-2000)

### Chanteurs/Chanteuses
- Selika, de 1991-1996
- Mi Flo La Rose, de 1991-1994
- Chamberton Dix, de 1996-1998 (Décédé)
- Lola Mwana, de 1996-1999
- Marcel Bakenda, de 1996-1997

### Musiciens

#### Guitaristes/Bassistes
- Échauffement Lomando (solo, mi-solo, rythmique), de 1991-1996
- Blaise Belo Musikasika (rythmique), de 1994-2000
- Martin Bawolo (solo, mi-solo), de 1995-2000

#### Batteurs
- Loguylo Mabunga, de 1993-2000

### Danseurs/Danseuses
- Lambio Lambio, de 1991-1996
- Guylaine Bangeleka, de 1991-1992
- Zina Bilaho, de 1991-1992
- Carine Evoloko, de 1991-1993
- Marie-Vincent Ekoundé, de 1992-1993